# Furia fujiana
Furia fujiana är en svampart som beskrevs av Y.J. Huang & Z.Z. Li 1993. Furia fujiana ingår i släktet Furia och familjen Entomophthoraceae.   Inga underarter finns listade i Catalogue of Life.